# Métodos de integración
Se entiende por métodos de integración al conjunto de las diferentes técnicas elementales usadas (a veces de forma combinada) para calcular una antiderivada o integral indefinida de una función. Así, dada una función {\displaystyle f(x)}, un método de integración nos permite encontrar otra función lo cual, por el teorema fundamental del cálculo, equivale a hallar una función {\displaystyle F(x)} tal que {\displaystyle f(x)} sea su derivada:
{\displaystyle {\frac {d\,F(x)}{dx}}=f(x)}

## Generalidades
El problema de resolver una integral indefinida o buscar una primitiva es mucho más elaborado que el problema de calcular la derivada de una función. De hecho, no existe un algoritmo determinista que permita expresar la primitiva de una función elemental, es más, la primitiva de muchas funciones elementales no es ninguna función elemental. Por ejemplo, no existe ninguna función elemental {\displaystyle F(x)} tal que:
{\displaystyle F(x)=\int e^{-x^{2}}dx}
Si se consideran grupos de funciones elementales de un cierto tipo (polinómicas, fracciones racionales, trigonométricas, etc.) entonces el problema de encontrar la primitiva puede resolverse por los métodos de integración correspondientes.

## Integración directa
En ocasiones es posible aplicar la relación dada por el teorema fundamental del cálculo de forma directa. Esto requiere conocer de antemano una función {\displaystyle F(x)} que sea el resultado de la antiderivada de {\displaystyle f(x)}. Para ello se puede disponer de tablas como las presentadas a continuación:
{\displaystyle {\begin{aligned}&\int dx=x+C\\&\int x^{n}dx={\frac {x^{n+1}}{n+1}}+C,\quad n\neq -1\\&\int {\frac {dx}{x}}=\ln |x|+C\\&\int e^{x}dx=e^{x}+C\\&\int a^{x}dx={\frac {a^{x}}{\ln a}}+C,\quad a>0,a\neq 1\\&\int \ln x\;dx=x\ln x-x+C\\&\int {\frac {dx}{x^{2}+1}}=\arctan(x)+C\\&\int {\frac {dx}{x^{2}-a^{2}}}={\frac {1}{2a}}\ln \left|{\frac {x-a}{x+a}}\right|+C\\&\int {\frac {dx}{a^{2}-x^{2}}}={\frac {1}{2a}}\ln \left|{\frac {x+a}{x-a}}\right|+C\\&\int {\frac {dx}{\sqrt {a^{2}-x^{2}}}}=\operatorname {arcsen} \left({\frac {x}{a}}\right)+C\\&\int {\frac {dx}{x{\sqrt {x^{2}-a^{2}}}}}={\frac {1}{a}}\operatorname {arcsec} \left|{\frac {x}{a}}\right|+C\end{aligned}}}

### Funciones trigonométricas
{\displaystyle {\begin{aligned}&\int \operatorname {sen} x\;dx=-\cos x+C\\&\int \cos x\;dx=\operatorname {sen} x+C\\&\int \tan x\;dx=\ln |\sec x|+C=-\ln |\cos x|+C\\&\int \cot x\;dx=\ln |\operatorname {sen} x|+C\\&\int \sec x\;dx=\ln |\sec(x)+\tan(x)|+C\\&\int \csc x\;dx=\ln |\csc(x)-\cot(x)|+C\\&\int \sec ^{2}(x)dx=\tan(x)+C\\&\int \csc ^{2}(x)dx=-\cot(x)+C\\&\int \sec(x)\tan(x)dx=\sec(x)+C\\&\int \csc(x)\cot(x)dx=-\csc(x)+C\\\end{aligned}}}

### Funciones hiperbólicas
{\displaystyle {\begin{aligned}&\int \operatorname {senh} (x)dx=\cos(x)+C\\&\int \cosh(x)dx=\operatorname {sen} (x)+C\\&\int \tanh(x)dx=\ln(\cos x)+C\\&\int \coth(x)dx=\ln(\operatorname {sen} x)+C\\&\int \operatorname {sech} (x)dx=\arctan(\operatorname {sen} x)+C\\&\int \operatorname {csch} (x)dx=\ln \left|\tanh \left({\frac {x}{2}}\right)\right|+C\\\end{aligned}}}

## Funciones analíticas
El problema de integración es trivial si se consideran funciones analíticas y se admite como primitivas potencias de series formales ya que si
{\displaystyle f(x)=\sum _{m=0}^{\infty }a_{m}(x-x_{0})^{m}}
entonces
{\displaystyle {\begin{aligned}F(x)&=\int f(x)dx\\&=\int \sum _{m=0}^{\infty }a_{m}(x-x_{0})^{m}dx\\&=\sum _{m=0}^{\infty }{\frac {a_{m}}{m+1}}(x-x_{0})^{m+1}\end{aligned}}}

## Integración por cambio de variable

### Introducción
El método integración por sustitución o cambio de variable se utiliza para evaluar integrales. El método se basa en realizar de manera adecuada un cambio de variable que permita convertir el integrando en algo sencillo. Este método realiza lo opuesto a la regla de la cadena. Antes de enunciar el teorema, considere un ejemplo simple para integrales indefinidas.
Supóngase que la integral a resolver es:
{\displaystyle \int x^{2}(2x^{3}+1)^{7}dx}
Se hace el cambio de variable 
{\displaystyle {\begin{aligned}u&=2x^{3}+1\\du&=6x^{2}dx\end{aligned}}}
Por lo que la integral se convierte en 
{\displaystyle {\begin{aligned}\int x^{2}(2x^{3}+1)^{7}dx&={\frac {1}{6}}\int \underbrace {(2x^{3}+1)^{7}} _{u^{7}}\underbrace {6x^{2}dx} _{du}\\&={\frac {1}{6}}\int u^{7}du\\&={\frac {1}{6}}\left({\frac {u^{8}}{8}}\right)+C\\&={\frac {(2x^{3}+1)^{8}}{48}}+C\end{aligned}}}
donde {\displaystyle C\in \mathbb {R} } es una constante arbitraria llamada constante de integración.
Frecuentemente este método es utilizado pero no todas las integrales permiten el uso de este método, en los casos en los que sí es posible, el resultado puede verificarse derivando y comparando con el integrando original.
{\displaystyle {\begin{aligned}{\frac {d}{dx}}\left[{\frac {(2x^{3}+1)^{8}}{48}}+C\right]&={\frac {1}{48}}\;8(2x^{3}+1)^{7}(6x^{2})\\&=x^{2}(2x^{3}+1)^{7}\end{aligned}}}
Para integrales definidas, los límites de integración deben cambiarse pues estos deben estar en términos de la nueva variable pero el procedimiento es similar. 

### Integrales definidas
Sea {\displaystyle g:[a,b]\to I} una función diferenciable con derivada continua donde {\displaystyle I\subseteq \mathbb {R} } es un intervalo, si {\displaystyle f:I\to \mathbb {R} } es una función continua en {\displaystyle I} entonces
{\displaystyle \int _{a}^{b}f(g(x))g'(x)dx=\int _{g(a)}^{g(b)}f(u)du}

### Demostración
Sean {\displaystyle f} y {\displaystyle g} dos funciones tales que {\displaystyle f} es continua en {\displaystyle I} y {\displaystyle g'} es integrable en el intervalo cerrado {\displaystyle [a,b]} entonces la función {\displaystyle f(g(x))g'(x)} también es integrable en {\displaystyle [a,b]}, por lo que las integrales
{\displaystyle \int _{a}^{b}f(g(x))g'(x)dx}
y 
{\displaystyle \int _{g(a)}^{g(b)}f(u)du}
existen, hay que demostrar que ambas son iguales..
Dado que {\displaystyle f} es continua entonces tiene una antiderivada {\displaystyle F}, la función compuesta {\displaystyle F\circ g} está definida, como {\displaystyle g} es diferenciable, combinando la regla de la cadena y la definición de antiderivada tenemos
{\displaystyle \left(F\circ g\right)'=F'\left(g(x)\right)g'(x)=f\left(g(x)\right)g'(x)}
utilizando el teorema fundamental del cálculo dos veces obtenemos
{\displaystyle {\begin{aligned}\int _{a}^{b}f(g(x))g'(x)dx&=\int _{a}^{b}\left(F\circ g\right)'(x)dx\\&=(F\circ g)(b)-(F\circ g)(a)\\&=F\left(g(b)\right)-F\left(g(a)\right)\\&=\int _{g(a)}^{g(b)}f(u)du\end{aligned}}}

### Ejemplos

#### Ejemplo 1
Suponiendo que la integral a resolver es:
{\displaystyle \int _{-2}^{3}x\cos(2x^{2}+3)dx}
Se hace el cambio de variable 
{\displaystyle {\begin{aligned}u&=2x^{2}+3\\du&=4xdx\\{\frac {du}{4}}&=xdx\end{aligned}}}
Antes de escribir el integrando en términos de la variable {\displaystyle u}, hay que cambiar los límites de integración.
Si {\displaystyle x=-2} entonces {\displaystyle u=11}.
Si {\displaystyle x=3} entonces {\displaystyle u=21}.
Por lo que la integral se convierte en 
{\displaystyle {\begin{aligned}\int _{-2}^{3}x\cos(2x^{2}+3)dx&={\frac {1}{4}}\int _{11}^{21}\cos udu\\&={\frac {1}{4}}\operatorname {sen} u{\bigg |}_{11}^{21}\\&={\frac {\operatorname {sen} 21-\operatorname {sen} 11}{4}}\end{aligned}}}

#### Ejemplo 2
Supóngase ahora que la integral a resolver es
{\displaystyle \int {\frac {1}{5+3\cos(x)}}\;dx}
Cuando las integrales son de tipo racional e involucran las funciones trigonométricas {\displaystyle \operatorname {sen}(x)} y/o {\displaystyle \cos(x)}, la sustitución conveniente resulta ser {\displaystyle \ u=\tan(x/2)}, conocida como la sustitución de Weierstrass, esta sustitución lleva a 
{\displaystyle \operatorname {sen} \left({\frac {x}{2}}\right)={\frac {u}{\sqrt {1+u^{2}}}}\quad \qquad \cos \left({\frac {x}{2}}\right)={\frac {1}{\sqrt {1+u^{2}}}}}
Por una identidad conocida obtenemos
{\displaystyle {\begin{aligned}\cos(x)&=\cos ^{2}\left({\frac {x}{2}}\right)-\operatorname {sen} ^{2}\left({\frac {x}{2}}\right)\\&=\left({\frac {1}{\sqrt {1+u^{2}}}}\right)^{2}-\left({\frac {u}{\sqrt {1+u^{2}}}}\right)^{2}\\&={\frac {1-u^{2}}{1+u^{2}}}\end{aligned}}}
Y no es difícil ver que 
{\displaystyle dx={\frac {2}{1+u^{2}}}\;du}
por lo que la integral queda después de dicha sustitución:
{\displaystyle {\begin{aligned}\int {\frac {1}{5+3\cos(x)}}\;dx&=\int {\frac {1}{5+3\left({\frac {1-u^{2}}{1+u^{2}}}\right)}}{\frac {2}{1+u^{2}}}\;du\\&=\int {\frac {2}{2u^{2}+8}}\;du\\&=\int {\frac {du}{u^{2}+4}}\\&={\frac {1}{2}}\arctan \left({\frac {u}{2}}\right)+C\\&={\frac {1}{2}}\arctan \left({\frac {1}{2}}\tan \left({\frac {x}{2}}\right)\right)+C\end{aligned}}}

## Integración por partes

Regla mnemotécnica: Un Día Vi Una Vaca Vestida De Uniforme.

En el cálculo y en general en el análisis matemático, la integración por partes es el proceso que encuentra la integral de un producto de funciones en términos de la integral de sus derivadas y antiderivadas. Frecuentemente usado para transformar la antiderivada de un producto de funciones en una antiderivada, por lo cual, una solución puede ser hallada más fácilmente.
El método de integración por partes es el que resulta de aplicar el siguiente teorema

### Teorema
Si {\displaystyle f'} y {\displaystyle g'} son funciones continuas entonces 
{\displaystyle \int f(x)g'(x)dx=f(x)g(x)-\int f'(x)g(x)dx}
{\displaystyle \int _{a}^{b}f(x)g'(x)dx=f(x)g(x){\bigg |}_{a}^{b}-\int _{a}^{b}f'(x)g(x)dx}
Típicamente se encuentra la fórmula como sigue:
Si {\displaystyle u=f(x)} y {\displaystyle v=g(x)} entonces
{\displaystyle \int udv=uv-\int vdu}
{\displaystyle \int _{a}^{b}udv=uv{\bigg |}_{a}^{b}-\int _{a}^{b}vdu}

### Demostración
La fórmula de integración por partes puede obtenerse de la siguiente manera. 
Supongamos que {\displaystyle f'(x)} y {\displaystyle g'(x)} son dos funciones continuas, si omitimos los argumentos y sólo escribimos {\displaystyle f'} y {\displaystyle g'} entonces por la regla del producto tenemos que
{\displaystyle {\frac {d}{dx}}{\Big (}fg{\Big )}=g\;{\frac {df}{dx}}+f\;{\frac {dg}{dx}}}
que puede ser escrito como
{\displaystyle f\;{\frac {dg}{dx}}={\frac {d}{dx}}{\Big (}fg{\Big )}-g\;{\frac {df}{dx}}}
integrando ambas lados de la igualdad
{\displaystyle {\begin{aligned}\int f\;{\frac {dg}{dx}}\;dx&=\int \left[{\frac {d}{dx}}{\Big (}fg{\Big )}-g\;{\frac {df}{dx}}\right]dx\\&=\int {\frac {d}{dx}}{\Big (}fg{\Big )}dx-\int g\;{\frac {df}{dx}}\;dx\\&=fg-\int g\;{\frac {df}{dx}}\;dx\end{aligned}}}
Esto es
{\displaystyle \int f(x)g'(x)dx=f(x)g(x)-\int f'(x)g(x)dx}

### Recomendaciones
La integración por partes es útil cuando la función a integrar puede considerarse como el producto de una función {\displaystyle f}, cuya derivada es más sencilla que {\displaystyle f}, por otra función que claramente es de la forma {\displaystyle g'}.
Desde un punto de vista didáctico se recomienda escoger la función {\displaystyle u} de acuerdo con el orden, ayudándose de la regla mnemotécnica "ILATE":[cita requerida]
1. Inversa trigonométrica: {\displaystyle \arctan(x),\operatorname {arcsec}(x)}...
2. Logarítmicas: {\displaystyle \ln(x),\log _{b}(x)}...
3. Algebraicas o polinómicas: {\displaystyle x^{2},3x^{50}}...
4. Trigonométricas: {\displaystyle \operatorname {sen}(x),\tan(x)}...
5. Exponencial: {\displaystyle e^{x}} o {\displaystyle a^{x}} siendo {\displaystyle a\in \mathbb {R} }.

Otra recomendación sería cambiar el orden de trigonométrica y exponencial.
Si seguimos esta otra recomendación podemos usar la regla mnemotécnica ALPES, asignándole el puesto de u de acuerdo con el orden de aparición:
1. Arcoseno(y cualquier trigonométrica inversa)
2. Logarítmica
3. Polinómica
4. Exponencial
5. Seno/coseno(y cualquier trigonométrica)

Fórmulas más generales de integración por partes existen en Integral de Riemann-Stieltjes y en Integración de Lebesgue–Stieltjes.

### Ejemplos.

#### Ejemplo 1
En ocasiones, un truco que a menudo funciona en la integración por partes consiste en considerar que la función {\displaystyle g'(x)} o escoger a {\displaystyle dv} como la constante {\displaystyle 1}.
Se desea calcular la integral
{\displaystyle \int \ln(x)dx}
si procedemos por el método de integración por partes entonces
{\displaystyle {\begin{aligned}u&=\ln(x)&dv&=dx\\du&={\frac {dx}{x}}&v&=x\end{aligned}}}
luego
{\displaystyle {\begin{aligned}\int \ln(x)dx&=x\ln(x)-\int {\frac {x}{x}}\ dx\\&=x\ln(x)-\int 1\ dx\\&=x\ln(x)-x+C\end{aligned}}}
donde {\displaystyle C\in \mathbb {R} } es una constante arbitraria llamada constante de integración.

#### Ejemplo 2
El segundo ejemplo es similar al anterior sólo que ahora se desea integrar una función trigonométrica inversa
{\displaystyle \int \arctan(x)dx}
Procediendo por el método de integración por partes se tiene que
{\displaystyle {\begin{aligned}u&=\arctan(x)&dv&=dx\\du&={\frac {dx}{1+x^{2}}}&v&=x\end{aligned}}}
luego
{\displaystyle {\begin{aligned}\int \arctan(x)\ dx&=x\arctan(x)-\int {\frac {x}{1+x^{2}}}\ dx\\[8pt]&=x\arctan(x)-{\frac {\ln(1+x^{2})}{2}}+C\end{aligned}}}

#### Ejemplo 3
El segundo truco consiste en utilizar la integración por partes para hallar {\textstyle \int f} en función de {\textstyle \int f} y después despejar {\textstyle \int f} en la ecuación resultante.
Se desea calcular la integral
{\displaystyle \int {\frac {\ln x}{x}}\;dx}
Procediendo por el método de integración por partes se tiene que
{\displaystyle {\begin{aligned}u&=\ln x&dv&={\frac {dx}{x}}\\du&={\frac {dx}{x}}&v&=\ln x\end{aligned}}}
Entonces
{\displaystyle {\begin{aligned}\int {\frac {\ln x}{x}}\;dx&=\ln ^{2}(x)-\int {\frac {\ln x}{x}}\;dx\\2\int {\frac {\ln x}{x}}\;dx&=\ln ^{2}(x)\\\int {\frac {\ln x}{x}}\;dx&={\frac {\ln ^{2}(x)}{2}}+C\end{aligned}}}

### Fórmulas de Reducción
Utilizando el método de integración por partes puede demostrarse que
{\displaystyle {\begin{aligned}\int \operatorname {sen} ^{n}(x)dx&=-{\frac {1}{n}}\operatorname {sen} ^{n-1}(x)\cos(x)+{\frac {n-1}{n}}\int \operatorname {sen} ^{n-2}(x)dx\\\int \cos ^{n}(x)dx&={\frac {1}{n}}\cos ^{n-1}(x)\operatorname {sen}(x)+{\frac {n-1}{n}}\int \cos ^{n-2}(x)dx\\\int {\frac {dx}{(x^{2}+1)^{n}}}&={\frac {1}{2n-2}}{\frac {x}{(x^{2}+1)^{n-1}}}+{\frac {2n-3}{2n-2}}\int {\frac {dx}{(x^{2}+1)^{n-1}}}\end{aligned}}}
para {\displaystyle n\geq 2} con {\displaystyle n\in \mathbb {Z} }.

## Integrales de funciones trigonométricas

### Integrales que contiene potencias de senos y cosenos
Buscamos calcular la integral 
{\displaystyle \int \operatorname {sen} ^{n}(x)\cos ^{m}(x)dx}
siendo {\displaystyle m,n\in \mathbb {Z} ^{+}}.
En general, se intenta escribir un integrando en el que intervienen potencias de seno y coseno en una forma donde se tiene solo un factor seno (y el resto de la expresión en términos de coseno) o solo un factor coseno (y el resto de la expresión en términos de seno).
La identidad {\displaystyle \operatorname {sen} ^{2}(x)+\cos ^{2}(x)=1} permite convertir de una parte a otra entre potencias pares de seno y coseno.
Tenemos los siguientes tres casos.

#### Cuandones impar
Cuando {\displaystyle n} es impar entonces {\displaystyle n} es la forma {\displaystyle n=2k+1}, podemos apartar un factor del seno y en el factor elevado a la potencia par, sustituirlo por la identidad {\displaystyle \operatorname {sen} ^{2}(x)=1-\cos ^{2}(x)}, es decir
{\displaystyle {\begin{aligned}\int \operatorname {sen} ^{n}(x)\cos ^{m}(x)dx&=\int \operatorname {sen} ^{2k+1}(x)\cos ^{m}(x)dx\\&=\int \operatorname {sen} ^{2k}(x)\cos ^{m}(x)\operatorname {sen}(x)dx\\&=\int \left(\operatorname {sen} ^{2}(x)\right)^{k}\cos ^{m}(x)\operatorname {sen}(x)dx\\&=\int \left[1-\cos ^{2}(x)\right]^{k}\cos ^{m}(x)\operatorname {sen}(x)dx\end{aligned}}}
Al tener la integral de esta forma, podemos realizar el siguiente cambio de variable
{\displaystyle {\begin{aligned}u&=\cos(x)\\du&=-\operatorname {sen}(x)dx\end{aligned}}}
Reemplazando obtendremos
{\displaystyle {\begin{aligned}\int \operatorname {sen} ^{n}(x)\cos ^{m}(x)dx=-\int \left[1-u^{2}\right]^{k}u^{m}du\end{aligned}}}

#### Cuandomes impar
Cuando {\displaystyle m} es impar entonces {\displaystyle m} es de la forma {\displaystyle m=2k+1}, podemos de la misma manera apartar un factor de coseno y emplear la identidad{\displaystyle \cos ^{2}x=1-\operatorname {sen} ^{2}x} en el factor elevado a la potencia par, es decir
{\displaystyle {\begin{aligned}\int \operatorname {sen} ^{n}(x)\cos ^{m}(x)dx&=\int \operatorname {sen} ^{n}(x)\cos ^{2k+1}(x)dx\\&=\int \operatorname {sen} ^{n}(x)\cos ^{2k}(x)\cos(x)dx\\&=\int \operatorname {sen} ^{n}(x)\left(\cos ^{2}(x)\right)^{k}\cos(x)dx\\&=\int \operatorname {sen} ^{n}(x)\left[1-\operatorname {sen} ^{2}(x)\right]^{k}\cos(x)dx\end{aligned}}}
Al hacer el cambio de variable
{\displaystyle {\begin{aligned}u&=\operatorname {sen}(x)\\du&=\cos(x)dx\end{aligned}}}
Tendremos que 
{\displaystyle {\begin{aligned}\int \operatorname {sen} ^{n}(x)\cos ^{m}(x)dx=\int u^{n}\left[1-u^{2}\right]^{k}du\end{aligned}}}

#### Cuandomynson pares
Cuando {\displaystyle m} y {\displaystyle n} son números pares entonces pueden ser escritos como {\displaystyle n=2k} y {\displaystyle m=2p} respectivamente, podemos aplicar las identidades de la mitad de ángulo
{\displaystyle \operatorname {sen} ^{2}(x)={\frac {1-\cos 2x}{2}}}
{\displaystyle \cos ^{2}(x)={\frac {1+\cos 2x}{2}}}
y en ocasiones, es útil usar la identidad:
{\displaystyle 2\operatorname {sen} x\cos x=\operatorname {sen} 2x}
por lo que
{\displaystyle {\begin{aligned}\int \operatorname {sen} ^{n}(x)\cos ^{m}(x)dx&=\int \operatorname {sen} ^{2k}(x)\cos ^{2p}(x)dx\\&=\int \left(\operatorname {sen} ^{2}(x)\right)^{k}\left(\cos ^{2}(x)\right)^{p}dx\\&=\int \left({\frac {1-\cos 2x}{2}}\right)^{k}\left({\frac {1+\cos 2x}{2}}\right)^{p}dx\\\end{aligned}}}

#### Ejemplo
Se desea calcular
{\displaystyle \int \operatorname {sen} ^{5}(x)\cos ^{2}(x)dx}
Nótese que la potencia impar la tiene la función seno, por lo que estamos en el primer caso siendo {\displaystyle n=5} y {\displaystyle m=2}, si aplicamos la fórmula
{\displaystyle {\begin{aligned}\int \operatorname {sen} ^{n}(x)\cos ^{m}(x)dx=-\int \left[1-u^{2}\right]^{k}u^{m}du\end{aligned}}}
donde {\displaystyle u=\cos(x)} entonces
{\displaystyle {\begin{aligned}\int \operatorname {sen} ^{5}(x)\cos ^{2}(x)dx&=-\int \left[1-u^{2}\right]^{2}u^{2}du\\&=-\int \left[1-2u^{2}+u^{4}\right]u^{2}du\\&=-\int \left[u^{2}-2u^{4}+u^{6}\right]du\\&=-{\frac {u^{3}}{3}}+{\frac {2u^{5}}{5}}-{\frac {u^{7}}{7}}+C\\&=-{\frac {\cos ^{3}(x)}{3}}+{\frac {2\cos ^{5}(x)}{5}}-{\frac {\cos ^{7}(x)}{7}}+C\end{aligned}}}

### Integrales que contiene potencias de tangentes y secantes
Buscamos calcular la integral
{\displaystyle \int \sec ^{n}(x)\tan ^{m}(x)dx}
siendo {\displaystyle n,m\in \mathbb {Z} ^{+}}.
Se puede usar una estrategia similar a la anterior.
Dado que
{\displaystyle {\frac {d}{dx}}\tan x=\sec ^{2}x}
se puede separar un factor {\displaystyle \sec ^{2}x} y convertir la potencia restante (par) de la secante en una expresión relacionada con la tangente por medio de la identidad {\displaystyle \sec ^{2}x=1+\tan ^{2}x}. O bien, dado que
{\displaystyle {\frac {d}{dx}}\sec x=\sec x\tan x}
se puede separar un factor {\displaystyle \sec x\tan x} y convertir la potencia restante (par) de tangente a secante.
Tenemos los siguientes tres casos.

#### Cuandones par
Si {\displaystyle n} es par entonces se puede escribir de la forma {\displaystyle n=2k}, separamos un factor de {\displaystyle \sec ^{2}(x)} y utilizamos la identidad {\displaystyle \sec ^{2}(x)=1+\tan ^{2}(x)}, es decir
{\displaystyle {\begin{aligned}\int \sec ^{n}(x)\tan ^{m}(x)dx&=\int \sec ^{2k}(x)\tan ^{m}(x)dx\\&=\int \sec ^{2k-2}(x)\tan ^{m}(x)\sec ^{2}(x)dx\\&=\int \sec ^{2(k-1)}(x)\tan ^{m}(x)\sec ^{2}(x)dx\\&=\int \left[\sec ^{2}(x)\right]^{k-1}\tan ^{m}(x)\sec ^{2}(x)dx\\&=\int \left[1+\tan ^{2}(x)\right]^{k-1}\tan ^{m}(x)\sec ^{2}(x)dx\\\end{aligned}}}
Al hacer el cambio de variable
{\displaystyle {\begin{aligned}u&=\tan(x)\\du&=\sec ^{2}(x)dx\end{aligned}}}
la integral se transforma en
{\displaystyle \int \sec ^{n}(x)\tan ^{m}(x)dx=\int \left[1+u^{2}\right]^{k-1}u^{m}du}

#### Cuandomes impar
Si {\displaystyle m} es par entonces puede escribirse de la forma {\displaystyle m=2k+1}, el truco está en separar un factor de {\displaystyle \sec(x)\tan(x)} y emplear la identidad {\displaystyle \tan ^{2}(x)=\sec ^{2}(x)-1}, es decir
{\displaystyle {\begin{aligned}\int \sec ^{n}(x)\tan ^{m}(x)dx&=\int \sec ^{n}(x)\tan ^{2k+1}(x)dx\\&=\int \sec ^{n-1}(x)\tan ^{2k}(x)\sec(x)\tan(x)dx\\&=\int \sec ^{n-1}(x)\left[\sec ^{2}(x)-1\right]^{k}\sec(x)\tan(x)dx\end{aligned}}}
Al hacer eso cambio de variable
{\displaystyle {\begin{aligned}u&=\sec(x)\\du&=\sec(x)\tan(x)dx\end{aligned}}}
entonces la integral se transforma en 
{\displaystyle \int \sec ^{n}(x)\tan ^{m}(x)dx=\int u^{n-1}(u^{2}-1)^{k}du}

#### La tangente tiene potencia par
Supóngase que sólo se desea integrar la función {\displaystyle \tan ^{n}(x)} siendo {\displaystyle n} un número par entonces
{\displaystyle {\begin{aligned}\int \tan ^{n}(x)dx&=\int \tan ^{2k}(x)dx\\&=\int \tan ^{2k-2}(x)\tan ^{2}(x)dx\\&=\int \tan ^{2k-2}(x)\left[\sec ^{2}(x)-1\right]dx\\&=\int \tan ^{2k-2}(x)\sec ^{2}(x)dx-\int \tan ^{2k-2}(x)dx\end{aligned}}}

#### La secante tiene potencia impar
Si sólo la función a integrar es la función {\displaystyle \sec ^{n}(x)} siendo {\displaystyle n} un número impar entonces para calcular
{\displaystyle \int \sec ^{2k+1}(x)dx}
se procede por el método de integración por partes.
El ejemplo clásico de este caso consiste en hallar la integral de la secante cúbica, es decir 
{\displaystyle \int \sec ^{3}(x)dx}
Podemos reescribir el integrando como
{\displaystyle {\begin{aligned}\int \sec ^{3}(x)dx&=\int \sec(x)\sec ^{2}(x)dx\end{aligned}}}
Procediendo por el método de integración por partes
{\displaystyle {\begin{aligned}u&=\sec(x)&dv&=\sec ^{2}(x)dx\\du&=\sec(x)\tan(x)dx&v&=\tan(x)\end{aligned}}}
Se tiene que
{\displaystyle {\begin{aligned}\int \sec ^{3}(x)dx&=\int \sec(x)\sec ^{2}(x)dx\\&=\sec(x)\tan(x)-\int \sec(x)\tan ^{2}(x)dx\\&=\sec(x)\tan(x)-\int \sec(x)\left[\sec ^{2}(x)-1\right]dx\\&=\sec(x)\tan(x)-\int \sec ^{3}(x)dx+\int \sec(x)dx\\2\int \sec ^{3}(x)dx&=\sec(x)\tan(x)+\ln |\sec(x)+\tan(x)|\\\int \sec ^{3}(x)dx&={\frac {\sec(x)\tan(x)+\ln |\sec(x)+\tan(x)|}{2}}+C\end{aligned}}}

#### Ninguno de los anteriores
Al no encontrar la forma de ninguno de los pasos anteriores, se traslada a {\displaystyle \operatorname {sen} x} y {\displaystyle \cos x} recordando que
{\displaystyle {\begin{aligned}\tan x&={\frac {\operatorname {sen} x}{\cos x}}\\\sec x&={\frac {1}{\cos x}}\\\csc x&={\frac {1}{\operatorname {sen} x}}\end{aligned}}}
Para otros casos, las directrices no son tan claras, podría ser necesario usar identidades, integración por partes y, ocasionalmente, un poco de inventiva.
A veces será necesario poder integrar {\displaystyle \tan x} por medio de la fórmula establecida:
{\displaystyle \int \tan x\ dx=-\ln |\cos \ x|+C}
Se necesitará también la integral indefinida de la secante:
{\displaystyle \int \sec x\ dx=\ln |\sec \ x+\tan \ x|+C}
Esta última se podría comprobar mediante la derivación de lado derecho, o como sigue:
Primero se mutiplican numerador y denominador por la función {\displaystyle \sec x+\tan x}, es decir
{\displaystyle {\begin{aligned}\int \sec xdx&=\int \sec x\left({\frac {\sec x+\tan x}{\sec x+\tan x}}\right)dx\\&=\int {\frac {\sec ^{2}x+\sec x\tan x}{\sec x+\tan x}}\;dx\end{aligned}}}
Al realizar el cambio de variable
{\displaystyle {\begin{aligned}u&=\sec x+\tan x\\du&=(\sec x\tan x+\sec ^{2}x)dx\end{aligned}}}
por lo que la integral se convierte en:
{\displaystyle {\begin{aligned}\int \sec xdx&=\int {\frac {du}{u}}\\&=\ln |u|+C\\&=\ln |\sec x+\tan x|+C\end{aligned}}}
Por lo tanto
{\displaystyle \int \sec xdx=\ln |\sec x+\tan x|+C}
NOTA: Para integrales que contienen cosecantes y cotangentes, la estrategia es análoga a la del par secantes-tangentes, sólo basta recordar la identidad
{\displaystyle \csc ^{2}(x)=1+\cot ^{2}(x)}

### Sustitución de Weierstrass
La sustitución de Weierstrass es una sustitución que permite convertir una función racional de funciones trigonométricas en una función racional sin funciones trigonométricas. Michael Spivak escribió que esta sustitución era las “sustitución más sigilosa” del mundo.
Se desea evaluar una integral de la forma
{\displaystyle \int R(\operatorname {sen}(x),\cos(x))dx}
siendo
{\displaystyle R(x,y)={\frac {P(x,y)}{Q(x,y)}}}
con
{\displaystyle P,Q\in \mathbb {R} (x,y)}
Se hace el cambio de variable 
{\displaystyle t=\tan \left({\frac {x}{2}}\right)}
por lo que
{\displaystyle \operatorname {sen} \left({\frac {x}{2}}\right)={\frac {t}{\sqrt {1+t^{2}}}}}
y
{\displaystyle \cos \left({\frac {x}{2}}\right)={\frac {1}{\sqrt {1+t^{2}}}}}
De donde se sigue que
{\displaystyle \operatorname {sen}(x)={\frac {2t}{1+t^{2}}}}
y
{\displaystyle \cos(x)={\frac {1-t^{2}}{1+t^{2}}}}
Y no es difícil ver que
{\displaystyle dx={\frac {2}{t^{2}+1}}\;dt}
Por lo que esta sustitución permite reescribir la integral como
{\displaystyle \int R(\operatorname {sen}(x),\cos(x))dx=2\int R\left({\frac {2t}{1+t^{2}}},{\frac {1-t^{2}}{1+t^{2}}}\right){\frac {1}{t^{2}+1}}\;dt}
Que resulta ser una función racional, de integración mecánica.

## Integrales de funciones racionales
Dada una función racional expresable como el cociente de dos polinomios:
{\displaystyle f(x)={\frac {P(x)}{Q(x)}},\qquad P(x),Q(x)\in \mathbb {R} [x]}
Si el denominador es un polinómico mónico {\displaystyle \scriptstyle Q(x)} con k raíces diferentes, entonces admitirá la siguiente factorización en términos de polinomio irreducibles:
{\displaystyle {\begin{cases}Q(x)=(x-r_{1})^{m_{1}}(x-r_{2})^{m_{2}}\dots (x-r_{k})^{m_{k}}(x^{2}+s_{1}x+t_{1})^{n_{1}}\dots (x^{2}+s_{l}x+t_{l})^{n_{l}}\\k,l,m_{i},n_{j}\in \mathbb {N} ,\ r_{p},s_{p},t_{p}\in \mathbb {R} \end{cases}}}
Si {\displaystyle \scriptstyle {\mbox{gr}}(P)<{\mbox{gr}}(Q)} entonces la función racional puede escribirse como combinación lineal de fracciones racionales de las formas:
{\displaystyle {\begin{matrix}f_{1}(x)={\frac {1}{(x-r_{i})}}&f_{2}(x)={\cfrac {1}{(x-r_{i})^{u}}}\\f_{3}(x)={\frac {1}{x^{2}+a^{2}}}&f_{4}(x)={\cfrac {1}{(x^{2}+a^{2})^{v}}}\\f_{5}(x)={\frac {x}{x^{2}+a^{2}}}&f_{6}(x)={\cfrac {x}{(x^{2}+a^{2})^{w}}}\end{matrix}}}
Por lo que la integral de la función {\displaystyle \scriptstyle f(x)} es una combinación lineal de funciones de la forma:
{\displaystyle {\begin{aligned}F_{1}(x)&=\ln(x-r_{i})\\F_{2}(x)&={\cfrac {1-u}{(x-r_{i})^{u-1}}}\\F_{3}(x)&={\cfrac {1}{a}}\arctan \left({\frac {x}{a}}\right)\\F_{4}(x)&={\frac {1}{2a^{2}}}\left({\cfrac {x}{(v-1)(x^{2}+a^{2})^{v-1}}}+{\frac {2v-3}{v-1}}\int {\frac {dx}{(x^{2}+a^{2})^{v-1}}}\right)\\F_{5}(x)&={\cfrac {1}{2}}\ln(x^{2}+a^{2})\\F_{6}(x)&={\cfrac {-1}{2(w-1)(x^{2}+a^{2})^{w-1}}}\end{aligned}}}
Obsérvese que lo anterior implica que las funciones racionales constituyen un cuerpo algebraico que es cerrado bajo la derivación, pero no bajo la integración.

## Integración numérica
La integración numérica comprende una amplia gama de algoritmos para calcular el valor numérico de una integral definida. A efectos prácticos se usa cuando no se conoce un método analítico de integración o la función primitiva resulta tan complicada que para una aplicación práctica resulta más útil buscar directamente su valor numérico. El término cuadratura numérica (a menudo abreviado a cuadratura) es más o menos sinónimo de integración numérica, especialmente si se aplica a integrales de una dimensión a pesar de que para el caso de dos o más dimensiones (integral múltiple) también se utiliza.

### Videos
- Área bajo la curva con sumatorias
- Cálculo del área con subintervalos
- Integración por Partes
- Explicación: Método de integración por partes
- Integración por Sustitución Simple
- Integración por Sustitución Trigonométrica

- Datos: Q116392186